# Bălgarene
Bălgarene (bulgariska: Българене) är ett distrikt i Bulgarien.   Det ligger i kommunen Obsjtina Levski och regionen Pleven, i den centrala delen av landet, 160 kilometer nordost om huvudstaden Sofia.